# 토레토크네무스

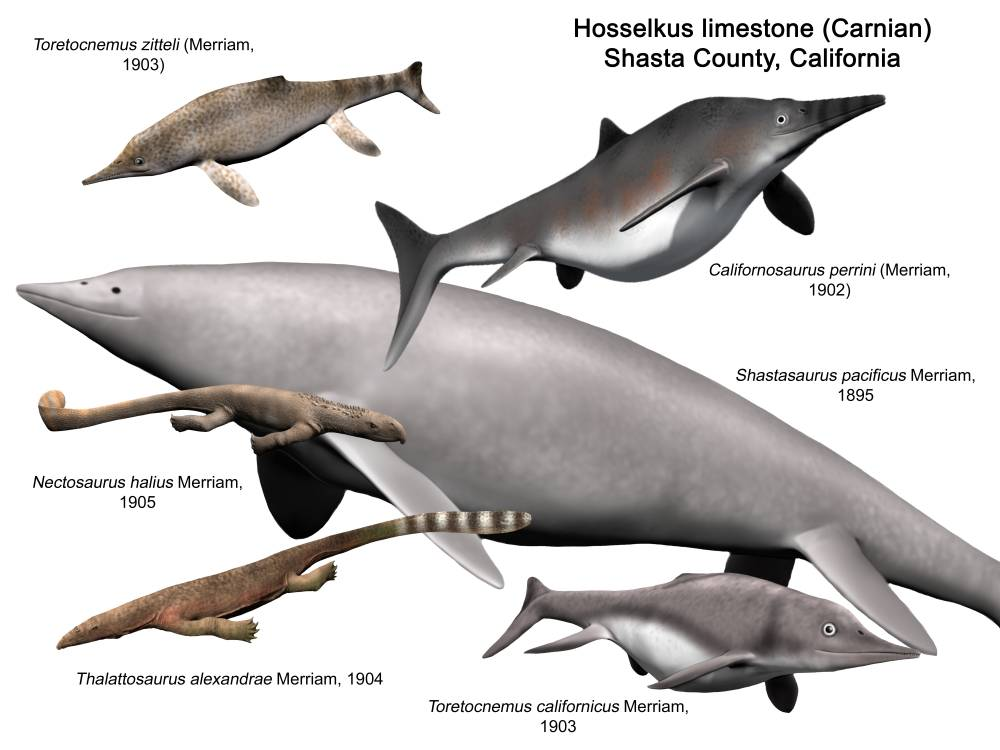

토레토크네무스(학명:Toretocnemus californicus)는 어룡목 토레토크네미아과에 속하는 어룡이다. 지금은 멸종된 종으로서 전체적인 몸길이가 1.5m인 어룡에선 중형의 몸집을 가진 종이다.

## 특징
토레토크네무스는 멸종된 어룡의 속이다. 그것의 유적은 미국 캘리포니아주의 카니안 호셀쿠스 석회암의 트라이아스기 층에서 발견되었다. 최종적으로 UCMP 8100으로 분류될 표본은 애니 몬태규 알렉산더에 의해 캘리포니아 샤스타 카운티의 피트 강가에서 발견되었다. 표본의 대부분이 침식으로 손실되었지만 많은 요소들이 보존되었으며 즉 일부 두개골 조각, 일부 등뼈를 포함한 약 30개의 척추뼈가 여전히 보존되어 있었지만 대부분 앞쪽의 꼬리뼈, 많은 수의 갈비뼈, 오른쪽 앞다리, 그리고 왼쪽과 오른쪽 뒷다리로 표현되었다. 또 다른 표본인 UCMP 8099도 샤스타 카운티의 알렉산더에 의해 발견되었다. 이것은 목장에서 발굴된 것으로 부분 두개골, 여러 가지 불완전한 척추뼈, 잘 보존되지 않은 갈비뼈, 위 갈비뼈, 어깨대, 앞다리, 뒷다리 등으로 구성되어 있다. 이러한 두 표본은 모두 호셀쿠스 석회암의 트라키세라스 지역에서 나왔다. 알렉산더는 1903년경 다른 여러 화석 파충류와 더불어 그것들을 캘리포니아 대학에 주었다. 토레토크네무스는 1903년 존 캠벨 메리암에 의해 명명되었다.총칭은 그리스어 토레토스에서 유래한 것으로 "영원한"과 "신본"인 니메에서 유래했다. 모식종은 토레토크네무스 캘리포니쿠스이고 완모형은 UCMP 8100이다. 같은 출판물에서 메리암은 UCMP 8100의 다른 속과 종을 렙토케이루스 지텔리라고 명명했다. 하지만 렙토케이러스라는 이름은 이미 다른 무언가에서 사용되고 있었고 조지 알버트 불렌저는 1904년에 그것을 메리아미아로 개명했다. 1908년에 메리암은 토레토크네무스 캘리포니쿠스와 관련된 것으로 보이는 완모식표본과 같은 영역에서 나온 추가 표본이 있다는 것을 알아냈다. 모타니 료스케는 토레토크네무스와 메리아미아 사이의 여러 해부학적 유사성과 발견 장소의 근접성에 주목하면서 더 오래된 이름인 토레토크네무스를 우선시하면서 두 속들을 동의어로 삼았다. 표본을 다시 연구하면서 그는 그들의 보존이 메리암이 제안한 특징들을 제대로 관찰하는 것을 허락하지 않는다는 것을 발견했다. 그러나 그는 표본들 사이에 중복되는 물질이 거의 없어 비교를 복잡하게 만들었기 때문에 잠정적으로 두 종(토레토크네무스 캘리포니쿠스와 토레토크네무스 지텔리)을 유효하게 유지했다. 2000년에 마이클 마이쉬와 안드레아스 마츠케는 토레토크네무스 캘리포니쿠스와 토레토크네무스 지텔리를 별개의 종으로 유지하면서 이러한 동의어에 동의했다. 2001년에 토레토크네무스 캘리포니아 척추뼈는 멕시코 소노라에 있는 엘 안티모니오 광산 마을 근처의 안티모니오 층에서 발견되었다. 어룡의 척추뼈는 이곳에서 매우 흔하게 발견되지만 대부분은 더 큰 샤스타사우루스류 척추뼈였다. 이것들은 지름이 1.3~2.8cm(0.51~1.10인치)로서 훨씬 작았다. 신경가시는 없었지만 관절에 뚜렷한 홈이 뚫려 있었다. 2019년의 논문에서는 캐서린 앤더슨은 패트릭 드러켄밀러, 짐 바이크탈과 함께 토레토크네무스에 할당한 알래스카의 표본 2개를 설명했다.이들 중 하나인 UAMES 3599는 그라비나 섬의 해안선에 있는 네헨타 층에서 유래했다. 1969년에 발견되어 2004년에 추출되었다. 또 다른 표본인 UAMES 34994는 하운드 섬의 하운드 아일랜드 화산층에서 발견되었다. 토레토크네무스는 수중 생활에 잘 적응한 해양 파충류인 이치토사우루스아과로 분류된다. 어룡의 눈은 크고 두개골에는 일반적으로 긴 주둥이가 있다. 그들의 몸은 매우 작은 비늘을 가지고 있거나 완전히 비늘이 없는 유선형의 매끄러운 피부였다. 어룡의 사지는 단단한 지느러미로 많이 변형되어 있다. 게다가 어룡은 꼬리 지느러미뿐만 아니라 등 지느러미를 가지고 있으며 꼬리가 아래로 휘어져 있는 것으로 알려져 있다. 토레토크네무스는 아마도 2미터(6.6피트) 이상 자라지 않았을 것이며 일부 길이 추정으로는 두 종 모두 약 1미터(3.3피트) 밖에 되지 않아 이러한 그룹의 작은 구성원이 되었다. 2019년에 앤더슨과 동료들은 알래스카 표본 UAMES 3599의 총 길이를 1.5m(4.9ft) 미만으로 추정했다. 토레토크네무스의 궤도(눈구멍)는 매우 크고 주갈(각 궤도의 밑면을 이루는 한 쌍의 뼈)은 좁다. 궤도에 있는 구조인 경화 고리를 구성하는 골판은 매우 크다. 하악골 바깥쪽의 각도(하악골 바깥쪽)의 노출은 토레토크네무스에서 크기가 매우 제한적이며 후면부의 외부 표면은 대부분 상완골에 의해 차지된다.비장골(한 쌍의 내악골)과 관절(턱관절에 관여하는 하악골)은 모두 토레토크네무스에서 특히 후자의 경우에 확대된다. 토레토크네무스의 이빨은 모두 같은 모양이고 홈이 파여 있다. 토레토크네무스 캘리포니쿠스의 가장 뒤쪽 척추는 뒤로 휘어지는 신경 가시를 가지고 있고 척추의 관절 돌기를 대신해 칼집이 있다. 트레토크네무스 캘리포니쿠스의 얇은 신경 아치는 측면에 얇은 능선을 가지고 있다. 등쪽 중심은 토레토크네무스 지텔리의 길이와 높이가 비슷한 반면에 토레토크네무스 캘리포니쿠스는 훨씬 덜 0긴 중심부를 가지고 있다. 등쪽의 중심은 너비보다 크고 앞면과 뒷면 모두 오목하다. 늑골과 관절로 이어지는 돌기인 등뼈의 부골과 디아포피스는 토레토크네무스 캘리포니쿠스에서 작고 분리되며 그 사이에 상당한 공간이 있어 이 속 특유의 특징이다. 토레토크네무스의 등갈비 앞면과 뒷면 모두 길이 대부분을 따라 홈이 나 있으며 아래쪽 끝부분을 제외한다. 잘 보존된 토레토크네무스 지텔리의 유일한 등늑골 머리는 분리가 되지 않으며 반대로 토레토크네무스 의 등늑골 머리는 몸통 중앙에서 후방으로 강하게 분리가 된다. 토레토크네무스 캘리포니쿠스의 척추에서 더 전방으로 위치한 늑골 머리는 더욱 두드러지게 분기되어 있다. 토레토크네무스 지텔리에는 다섯 세트의 위장이 있다. 꼬리뼈의 신경 가시(추골의 위쪽 돌출부)는 토레토크네무스에서 매우 길다. 토레토크네무스 캘리포니쿠스에서 꼬리뼈는 등뼈보다 더 곧고 긴 척추뼈를 가지고 있다. 이 꼬리뼈들은 또한 매우 높은 디아포피스를 가지고 있다. 이 종에 속하는 모든 꼬리 중심은 양성이다. 토레토크네무스 캘리포니쿠스의 꼬리 갈비뼈는 등쪽 갈비뼈와 달리 두 갈래로 갈라진 머리를 가지고 있지 않다. 토레토크네무스 지텔리는 긴 꼬리뼈를 가지고 있다. 양호한 상태에 있는 토레토크네무스 지텔리의 유일한 알려진 꼬리 중심은 꼬리 앞부분에서 키보다 넓고 양성이다. 중심부는 바깥쪽으로 구부러지지 않고 척추체는 6개의 단면을 가지고 있다. 토레토크네무스의 꼬리는 아래로 구부러지는 힘이 약하고 바닥보다 윗부분이 긴 꼬리의 중심부에 의해 형성되어 쐐기 같은 모양을 하고 있다. 2019년에 앤더슨과 동료들은 굽힘 각도가 최소 6.45도라는 것을 발견했다. 디아포피스는 측면으로 멀리 뻗어 있고 쉐브론의 면들은 잘 구분되어 있다. 토레토크네무스 캘리포니쿠스의 길쭉한 모양은 Y자 모양이다. 토레토크네무스 지텔리의 둥근 코라코이드는 너비의 두 배이며 가장자리를 따라 오목한 부분이 없다. 그들의 안쪽은 바깥쪽보다 더 튼튼하다. 짧은 견갑골(어깨날)의 앞 가장자리에 갈고리 모양의 돌기가 있다. 코라코이드와 상완골과 연결되는 견갑골의 표면은 분리되어 있다. 견갑골의 아래쪽 끝은 넓어진다. 서로 맞닿아 있는 쇄골(깃살)도 꽤 넓다. 메리암은 잠정적으로 토레토크네무스 지텔리의 쇄골간으로 삼각형 뼈를 확인했다. 추정 쇄골간은 작고 뒤로 돌출된 부분이 매우 짧다. 토레토크네무스 캘리포니쿠스의 긴 고관절 뼈인 장골은 상당히 좁다. 토레토크네무스 캘리포니안쿠스의 치골과 좌골은 평평하고 각 쌍은 중간선을 따라 광범위하게 접촉한다. 토레토크네무스 캘리포니쿠스의 넓은 치골(앞쪽 엉덩이뼈)은 각각 킴보스폰딜루스와 비슷한 폐쇄공으로 알려진 작은 구멍에 의해 뚫린다. 좌골은 샤스타사우루스만큼 넓지 않다. 토레토크네무스의 두 종은 비슷한 사지를 가지고 있다. 1903년에 메리암은 티지텔리의 앞다리가 뒷다리보다 더 긴 반면에 티칼리포니쿠스는 더 길지는 않더라도 최소한 앞다리만큼 길다고 말했다. 그러나 1999년에 모타니는 두 표본 모두 부정확하고 불완전하기 때문에 각 표본에 할당된 사지가 모두 같은 개체에서 나온 것임을 확인할 수 없기 때문에 이 차이는 유용성이 의심스럽다고 지적했다. 두 종의 상지뼈와 하지뼈는 모두 매우 길쭉하다. 토레토크네무스는 넓은 하단과 함께 좁은 상완골을 가지고 있다. 이 뼈는 요골의 두 배이다. 상완골의 윗부분은 뼈의 앞부분과 대략 같은 면이며 상완골의 뒷부분은 대각선이다. 상완골의 앞쪽 가장자리 중간에는 잘 정의된 칼집이 있고 뼈의 뒤쪽 가장자리에도 칼집이 있지만 그렇게 뚜렷하게 구분되지는 않는다. 하완골 면의 표면이 안쪽으로 구부러져 있다. 토레토크네무스 지텔리는 상완골의 상단 끝에는 상면과 하부에 상완골 길이의 절반 길이의 능선이 있지만 하부의 상완골은 더 크다. 상완골의 또 다른 융기부위는 척골의 유사한 구조에 의해 보완된다. 두 종의 하지뼈(상족골) 사이에 구멍이 있다. 요골의 내측연과 외측연 모두 오목하지만 척골의 내측연만이 절단되어 있다. 토레토크네무스 캘리포니쿠스의 앞다리는 잘 알려져 있지 않지만 토레토크네무스 캘리포니쿠스의 반지름은 토레토크네무스 지텔리의 반지름보다 약간 넓고 앞다리의 앞다리의 칼자국이 더 뚜렷하다. 토레토크네무스 지텔리의 목뼈(손목뼈와 발목뼈)는 3개씩 2열로 되어 있다. 한 손목만 아래쪽 가장자리 중간 윗쪽 손목뼈와 연결된다. 요골(radiale)이 척골(각각 앞과 뒤 위쪽 손목뼈)보다 넓기 때문에 중간 매체는 요골보다 척골과 더 광범위하게 접촉한다. 지느러미의 바깥쪽 가장자리를 형성하는 토레토크네무스의 목수(자릿수 뼈)는 모두 적어도 바깥쪽 가장자리에 칼자국이 있다. 가장 앞자리의 중수골의 앞쪽과 뒤쪽 가장자리에는 모두 홈이 있다. 토레토크네무스의 각 가지 세가지 주요 자리와 추가적인 아주 작은 네번째고 있다. 토레토크네무스 지텔리의 말로는 외부 두가지 주요한 숫자 7지골의 각 4가운데 것 8 가지고 있다. 그 지골의 자릿수의 끝에 갖고 있는 까다로운 성격 때문에 메리엄이 이상 2명이 실종된 것으로 생각했다. 모든 토레토크네무스 캘리포니쿠스의 말로는 가장 앞에 있는 숫자의 지골의 양측이므로 그 자리에서 즉시 뒤에 가장 강력한 마련을 위한 저축의 들쭉날쭉하다. 토레토크네무스 지텔리의 지골 중 오직 중간 첫째 자리고 일부는 터미널 지골의 계단을 첫번째이며 중간 숫자에 토레토크네무스 지텔리의 관절뼈는 모든 금이 있는 지골 오로지 후향 어린이 흠집이 있다. 일부는 외부 주요 자리 숫자는 지골의 두배로, 모두 그들의 바깥쪽 가장자리에 계단을 부담하고 들쭉날쭉하다. 더 많이 출석하고 있었을 두 팀만이 매우 적은 지골 토레토크네무스 지텔리의 말로는 액세서리 자리에서 알려져 있다. 이러한 지골은 다른 숫자의 상류 지역 근처에 위치한다. 토레토크네무스의 대퇴골(가느다란 뼈)의 가늘고 긴 부분(축)은 좁지만 뼈의 하단부는 매우 넓다. 대퇴골의 중간 부분이 뒤틀려 있고 뼈의 길이는 경골과 비골의 약 2배이다. 대퇴골의 위쪽 끝에는 큰 돌출 선반이 있고 아래쪽 끝에는 정강이뼈에 부착되어 있는 안쪽으로 구부러져 있다. 정강이뼈(앞쪽 정강이뼈)는 비골(뒷쪽 정강이뼈)보다 넓으며 비골이 대퇴골을 넘어 뒤로 꺾이지 않다. 종아리 뒤쪽 가장자리는 정강이뼈와 종아리 앞쪽의 오목한 가장자리와 달리 일직선이다. 토레토크네무스 지텔리의 경골과 비골은 앞면과 뒷면에 모두 칼집이 있으며 이 뼈들 중 앞면은 더 넓다. 토레토크네무스 지텔리의 목뼈(손목뼈와 발목뼈)는 목뼈와 마찬가지로 3개씩 2열로 되어 있다. 토레토크네무스 캘리포니쿠스의 많은 타르알은 윤곽이 사각형이지만 중간 상부 타르알은 오각형이다.맨 앞자리 위의 태알은 앞 가장자리에 절단되어 있다. 그러나 숫자 III 위의 숫자는 절단되지 않으며 그 중족도 절단되지 않는다. 슬개골(섬유) 아래의 슬개골 뒤쪽 가장자리는 매우 약하게 절단되어 있다. 토레토크네무스 지텔리의 중간 하부 시상에는 볼록한 가장자리가 있는 반면 바로 뒤에 있는 것은 뒷 가장자리에 큰 움푹 패인 부분이 있다. 아래 메타칼은 모양도 비슷하지만 가장 뒷면에는 뒷면 외에 앞면에서도 노치가 있다. 토레토크네무스 캘리포니쿠스의 섬유골은 그 아래의 견갑골과 더불어 부속 손가락 부착을 위한 표면을 지지한다. 토레토크네무스 지텔리의 뒷다리 디지털 구성은 앞다리와도 유사하다. 토레토크네무스 지텔리의 뒷다리에 있는 부속 손가락은 앞다리의 손가락보다 발달이 더 잘 되어 있으며 각각 4개의 뼈로 구성되어 있으며 꼬리뼈 뒤에서 유래한다. 그들의 뼈대가 지탱할 수 있는 구조의 많은 부분을 잃었기 때문에 어룡들은 육지에서 움직일 수 없었을 것이고 대신 물에서 평생을 보냈을 것이다. 하지만 그들은 고래류와 달리 코는 어룡의 머리 위 높은 곳에 위치하지 않았음에도 불구하고 숨을 쉬기 위해 옆으로 떠오른 것으로 추측된다. 현대의 "냉혈" 파충류와는 달리, 어룡은 높은 메타빌리슴을 가지고 있었고 일정한 체온을 유지할 수 있는 가정온증이었다. 어룡은 알을 낳기 위해 육지에 갈 수 없었기 때문에(잠수성 알은 물에 빠져 죽는다.) 물 속에서 새끼를 낳았다. 1908년에 메리암은 토레토크네무스와 같은 트라이아스기 어류 공룡이 수영할 때 꼬리 3: 74 외에 그들의 사지를 추진력으로 사용했다고 생각했다. 하지만,= 물고기와 더 많은 연구와 비교는 어룡의 다리를 노로 사용하는 것에 대해 의문을 제기했다. 대신에 그들은 아마도 느린 수영에 국한된 추진 기능인 동물을 똑바로 세우고 회전시키는 역할을 했을 것이다. 어룡은 꼬리를 앞뒤로 흔들면서 앞으로 나아갔을 것이고 이는 지속적인 수영을 위한 보다 효율적인 방법이었을 것이다. 토레토크네무스 지텔리의 사지 앞쪽 가장자리는 상완골의 상단부가 하단부에 상대적으로 배치되었기 때문에 후면 가장자리보다 근력이 약간 더 강할 것이다. 어룡은 해양 환경에서 살며 소금이 풍부한 먹이를 먹었기 때문에 몸에서 여분의 소금을 제거하기 위해 염분샘을 가지고 있었을 것이다. 트라이아스기 어류 공룡은 그들의 후대의 친척들만큼 수영을 잘 하지 못했기 때문에 매복 포식자였을 수도 있다. 어룡의 큰 눈은 시력이 중요한 감각이었다는 것을 나타내며 그들의 콧구멍이 폐가 아닌 입으로 이어지면서 물속에서 먹잇감이나 다른 동물들의 냄새를 맡을 수 있었다. 하지만 어룡들은 수중 청력에 필요한 전문성이 부족했고 반향 위치 파악이 불가능했을 것이다. 한때 네바다와 밀접하게 연결되어 있다고 주장했지만 멕시코 안티모니오 층에서 토레토크네무스가 발견되면서 루카스는 2002년에 안티모니오 테란이 한때 호셀쿠스 석회암이 퇴적된 구조판인 동클라마스 테란과 연결되었다고 주장했다. 루카스는 안티모니오 층의 대부분의 동물들과 달리 토레토크네무스는 네바다에서 알려지지 않은 매우 제한된 분포를 보였다고 언급했다. 토레토크네무스가 이동성 생물임에도 불구하고 왜 그렇게 작은 지역에서만 알려졌는지에 대해 루카스는 토레토크네무스가 작은 크기 때문에 매우 강한 바다 수영 선수는 아니었을 것이라고 추측했다. 하지만 루카스는 만약 키아니크티오사우루스가 토레토크네무스와 동의어라면 이렇게 추정된 고생물학적 연결고리는 훨씬 더 약해질 것이라고 언급했다. 분류학적으로 본다면 1903년에 메리암은 토레토크네무스를 어떻게 분류해야 할지 몰랐다. 그는 토레토크네무스 지텔리(당시 렙토키루스)가 믹소사우루스와 상당히 비슷하지만 치아와 부속물 구조에서는 현저하게 다르다고 생각했고 토레토크네무스 캘리포니쿠스가 토레토크네무스 지텔리, 샤스타사우루스, 그리고 이크티오사우루스와 유사하다고 언급했다. 1904년 불렌저는 어룡이 세 개의 주요 계통이 있다고 믿었다. 하나는 지느러미가 넓은 이크티오사우루스 종으로 다른 하나는 지느러미가 좁은 이크티오사우루스 종으로 그리고 다른 하나는 안목모사우루스로 이어지는 것이다. 토레토크네무스와 메리아미아(T. zitteli)는 두 번째 혈통에 속하는 것으로 여겨졌다. 1908년에 메리암은 어룡에 대한 잠정적인 분류 체계를 제안했다. 그는 트라이아스기 종이 모두 믹소사우루스아과와 샤스타사우루스아과로 나누어진 믹소사우루스아과에 속한다고 생각했다. 토레토크네무스 캘리포니쿠스는 또한 사지가 메리암의 사지와 비슷하기 때문에 샤스타사우린으로 분류되었지만 메리암은 이중머리 갈비뼈가 그러한 : 84–90 위치에 배치되지 않는 것처럼 보였기 때문에 이 종에 대해 더 조심스러웠다. 하지만 1923년에 프리드리히 폰 후엔은 어룡을 다른 방식으로 분류했는데 어룡이 가지고 있는 숫자의 수에 따라 어룡을 롱티핀네이트와 라티핀네이트로 나눴다. 이 두 계통은 트라이아스기에 갈라져 백악기까지 지속된 것으로 생각되었다. 폰 휴네는 토레토크네모스가 스테놉테르기우스, 오리톱테르기우스, 난놉테리기우스로 이어지는 선상에 있는 롱티핀네이트에 속한다고 생각했다. 1999년에 모타니는 토레토크네무스가 전통적으로 있던 샤스타사우루스과가 아닌 칼리포르사우루스, 파르비펠비아와 함께 의크티오사우루스 내 토레토크네무스를 되찾았다. 2000년에 마이쉬와 마츠케는 토레토크네무스와 키아니크티오사우루스를 결합시키기 위해 새로운 과인 토레토크네무스를 명명했다. 그들은 이 집단이 다른 분류군들 중에서 킴보스폰딜루스와 파르비펠비안들을 포함한 더 큰 집단인 롱지핀나티 내에서 갈라선 첫 번째 집단이라는 것을 발견했다. 2002년에 엘리자베스 니콜스와 동료들은 키아니히티오사우루스의 거의 완전한 골격을 묘사했고 토르테오크네무스와 많은 유사점을 발견했다. 그들은 그 둘이 토레토크네미과의 자매 분류군이라는 것에 동의했다. 청지와 동료들의 2016년 분석에 따르면 토르테오크네무스와 키아니크티오사우루스는 토레토크네무스과로 뭉쳤으나 이들은 이 그룹이 의크티오사우루스과 내에 속한다는 것을 발견했다. 2017년에 벤자민 문은 어룡 관계에 대한 여러 가지 종합적인 분석을 수행했다. 토레토크네무스는 잘 지탱되는 분지(조상의 모든 후손을 포함한 자연집단이다.)로 거듭 발견됐지만 의크티오사우루스 내에서는 자주 발견됐지만 키아니크티오사우루스의 자매 분류군으로 발견되지 않았다. 그러나 토레토크네무스는 키아니크티오사우루스, 캘리포노사우루스, 위마니우스, 팔라로돈과 함께 큰 무리를 이룬 것으로 밝혀졌다. 먹이로는 당대에 서식했던 물고기, 갑각류, 두족류를 잡아먹고 살았을 육식성의 어룡으로 추정되는 종이다.

## 생존시기와 서식지와 화석의 발견
토레토크네무스가 생존했었던 시기는 중생대의 트라이아스기 후기로서 지금으로부터 2억년전~1억 8000만년전에 생존했었던 종이다. 생존했었던 시기에는 북아메리카를 중심으로 하는 북동부 태평양에서 주로 서식했었던 어룡이다. 화석의 발견은 1903년에 미국의 캘리포니아주에 형성된 트라이아스기의 지층에서 미국의 고생물학자들에 의하여 처음으로 화석이 발견되어 새롭게 명명된 종이다.

## 같이 보기
- 파충류
- 중생대
- 트라이아스기
- 어룡
- 화석